# Club Deportivo Badajoz (femenino)
El Club Deportivo Badajoz Femenino es la sección femenina de fútbol del Club Deportivo Badajoz, perteneciente a la ciudad de Badajoz (España). Actualmente compite en Primera División Extremeña Femenina.

## Historia
Los antecedes de este equipo se tienen que retrotaer a 2003, año en que se funda la Sociedad Polideportiva Comarca Los Llanos de Olivenza. Dicho equipo en 2005 logra el ascenso a Segunda División y, tras 6 temporadas en la categoría de plata, consigue el ascenso a la Primera División en 2011 tras proclamarse campeón de su grupo y superar al Abanto Club y al Fundación Albacete en la promoción de ascenso. La temporada 2011-12 es el único equipo extremeño en la máxima categoría nacional de fútbol femenino. La temporada 2012-13 queda clasificada en 15.ª posición descendiendo a Segunda División.
En el verano de 2013 firma un acuerdo de filiación con el Club Deportivo Femenino Badajoz, recién descendido de la Segunda División Femenina de España, con el objetivo de proveer al equipo oliventino de jugadores del conjunto pacense cuando se las demandara y de esa forma aunar esfuerzos. En la temporada 2014-15 la buena sintonía de ambos clubs se traduce en la absorción del club oliventino por el club pacense, naciendo así el CDF Badajoz B. En la campaña 2017-18 el Club Deportivo Femenino Badajoz sería absorbido por el actual Club Deportivo Badajoz.
En la temporada 2021-22 en Primera Nacional Femenina el club blanquinegro lograría quedar en segunda posición logrando así el ascenso a Segunda Federación Femenina pero debido a los problemas económicos que atravesaba la entidad el equipo no se inscribiría en la categoría y no saldría a competir en la temporada 2022-23.
Tras un año de inactividad, en la temporada 2023-24 el equipo volvería a competir empezando desde la última categoría.

## Trayectoria
| Temporada | Categoría                           | Clasificación             | / |
| --------- | ----------------------------------- | ------------------------- | - |
| 2004/05   |                                     | 2º                        |   |
| 2005/06   | Primera Nacional                    | 7º                        |   |
| 2006/07   | Primera Nacional                    | 5º                        |   |
| 2007/08   | Primera Nacional                    | 3º                        |   |
| 2008/09   | Primera Nacional                    | 2º                        |   |
| 2009/10   | Primera Nacional                    | 3º                        |   |
| 2010/11   | Primera Nacional                    | 1º (Campeón del grupo IV) |   |
| 2011/12   | Primera División Femenina           | 11º                       |   |
| 2012/13   | Primera División Femenina           | 15º                       |   |
| 2013/14   | Primera Nacional                    |                           |   |
| 2020/21   | Primera Nacional Femenina de España | 2º                        |   |
| 2021/22   | Primera Nacional Femenina de España | 2º                        |   |

## Himno
La letra original del himno del CD Badajoz es de Jesús Delgado Valhondo; la música original de Pablo Romero Aradilla. 

### Letra del Himno
Badajoz, Badajoz es mi equipo,
que su nombre llevemos con honor,

y a su bandera blanca y negra,
la defendamos con ardor.

Badajoz entero es quien proclama,
que su club representa a la ciudad.

Badajoz a todos hoy nos une,
en estrecha hermandad.

Badajoz, Badajoz es mi equipo,
que su nombre llevemos con honor,

y a su bandera blanca y negra,
la defendemos con ardor.

Badajoz merece nuestro esfuerzo,
sin desmayo saldremos a jugar,

y en la lucha noble y deportiva,
tenemos que triunfar.

Badajoz, Badajoz es mi equipo,
que su nombre llevemos con honor,

y a su bandera blanca y negra,
la defendamos con ardor.

Es al Club Deportivo Badajoz,
al quién todos tenemos que ayudar,

con el entusiasmo de la afición,
sin duda vencerá.

Badajoz, Badajoz es mi equipo,
que su nombre llevemos con honor,

y a su bandera blanca y negra,
la defendamos con ardor.
Himno del CD Badajoz en YouTube.

## Estadio
Ciudad Deportiva El Vivero